# Mistrzostwa Polski w kolarstwie torowym – sprint drużynowy kobiet
Mistrzostwa Polski w kolarstwie torowym w konkurencji sprint drużynowy kobiet odbywają się od 2007.

## Medaliści
| Rok  | Złoto                                                              | Srebro                                                        | Brąz                                               |
| 2007 | Renata Dąbrowska Aleksandra Drejgier                               | Małgorzata Wojtyra Diana Szczuko                              | Magdalena Sara Patrycja Wiśniewska                 |
| 2008 | Renata Dąbrowska Aleksandra Drejgier                               | Marta Janowiak Kornelia Mączka                                | Marta Szczuko Małgorzata Wojtyra                   |
| 2009 | Aleksandra Drejgier Renata Dąbrowska                               | Katarzyna Pawłowska Paula Fronczak                            | Marta Szczuko Małgorzata Wojtyra                   |
| 2010 | Renata Dąbrowska Marta Janowiak                                    | Małgorzata Wojtyra Daria Szczuko                              | Natalia Rutkowska Urszula Łoś                      |
| 2011 | Daria Szczuko Małgorzata Wojtyra                                   | Katarzyna Pawłowska Paula Fronczak                            | Natalia Rutkowska Urszula Łoś                      |
| 2012 | Natalia Rutkowska Eugenia Bujak                                    | Paula Fronczak Katarzyna Pawłowska                            | Katarzyna Kirschenstein Dorota Tarczyło            |
| 2013 | Urszula Łoś Natalia Rutkowska                                      | Katarzyna Kirschenstein Dorota Tarczyło                       | Daria Pikulik Marlena Karwacka                     |
| 2014 | Urszula Łoś Natalia Rutkowska                                      | Katarzyna Kirschenstein Marlena Karwacka                      | Dominika Borkowska Julita Jagodzińska              |
| 2015 | Urszula Łoś Aleksandra Tołomanow                                   | Katarzyna Sołgała Katarzyna Kirschenstein Daria Pikulik       | Karolina Pizoń Magdalena Rząca                     |
| 2016 | Julita Jagodzińska Jagoda Garczarek                                | Aleksandra Tołomanow Urszula Łoś                              | Monika Graczewska Magdalena Rząca                  |
| 2017 | Aleksandra Tołomanow Urszula Łoś                                   | Ewa Fajkowska Nikola Różyńska                                 | Karolina Pizoń Karolina Lipiejko                   |
| 2018 | Julita Jagodzińska Aleksandra Tołomanow                            | Urszula Łoś Katarzyna Kirschenstein                           | Karolina Pizoń Ewa Fajkowska                       |
| 2019 | Marlena Karwacka Nikola Sibiak                                     | Julita Jagodzińska Aleksandra Tołomanow                       | Paulina Petri Natalia Wężyk                        |
| 2020 | Marlena Karwacka Nikola Sibiak Nikola Seremak                      | Urszula Łoś Maja Tracka Natalia Głowacka                      | Natalia Wężyk Paulina Petri Julia Marciniak        |
| 2021 | Marlena Karwacka Nikola Sibiak Nikola Nieruchalska                 | Matylda Głowacka Paulina Petri Natalia Wężyk                  | Zuzanna Olejniczak Wiktoria Polak Iga Wiklińska    |
| 2022 | Marlena Karwacka Nikola Sibiak Natalia Nieruchalska Sara Prusińska | Urszula Łoś Natalia Głowacka Natalia Walecka Nikola Jankowska | Paulina Petri Natalia Wężyk Matylda Głowacka       |
| 2023 | Urszula Łoś Natalia Walecka Nikola Jankowska                       | Paulina Petri Maria Klamut Matylda Głowacka                   | Marlena Karwacka Natalia Kaczmarczyk Sandra Schulz |
| 2024 | Urszula Łoś Natalia Walecka Nikola Jankowska                       | Paulina Petri Weronika Skrzyńska Matylda Głowacka             | Maja Kaflak Jagoda Radzio Anna Samecka             |